# Umm al-Kiram
Umm-al-Kiram bint al-Mútassim ibn Sumàdih (àrab: أم الكرام بنت المعتصم بن صُمادح, Umm al-Kirām bint al-Muʿtaṣim b. Ṣumādiḥ), més coneguda simplement per la seva kunya com a Umm-al-Kiram (Almeria, c. 1051 - Almeria, c. 1091), va ser una princesa i poeta andalusina del segle xi, filla de Muhàmmad ibn Man ibn Sumàdih al-Mútassim, rei de la taifa d'Almeria (que es correspon aproximadament amb l'actual província d'Almeria, Andalusia, Espanya).
Umm-al-Kiram va viure durant la segona meitat del segle xi, probablement entre 1051 i 1091. Pertanyent a la dinastia dels Banu Sumàdih, va tenir tres germans també poetes, dos dels quals van ser Raf-ad-Dawla ibn Muhàmmad i Ubayd-Al·lah ibn Muhàmmad.
En l'obra Al-Bayan al-múghrib d'Ibn Idhari, s'afirma que la seva intel·ligència va ser tal que el seu pare la va educar al costat dels seus germans, superant-los a tots en l'art de la composició poètica de cassides i moaixakhes. En aquesta mateixa obra, es fa referència a les úniques obres que es conserven de la princesa, poemes d'amor dedicats a as-Sammar, un eunuc d'enorme bellesa originari de Dénia que participava en el govern de la cort d'Almeria, la qual cosa va haver de permetre-li freqüentar la princesa. Quan el seu pare va saber de l'enamoriscament dels dos, el va fer desaparèixer.